# Eureka (Edgar Allan Poe)
Eureka: A Prose Poem è un saggio scritto da Edgar Allan Poe, derivato dalla rielaborazione di un testo presentato il 3 febbraio del 1848 a New York ad una conferenza sulla "Cosmogonia dell'Universo".

## La cosmologia scientifica di Poe
La tripartizione dell'essere umano, dotato di corpo, anima e spirito - tripartizione negata oggi dalla Chiesa cattolica, che concede, dogmaticamente, ma contro il retaggio stesso di molti padri della Chiesa che sono anche santi, all'anima umana soltanto alcune proprietà spirituali - rappresenta il leitmotiv del testo che sta alla base dell'ulteriore elaborazione cognitiva da Poe esposta in quest'opera, non a caso esplicitamente detestata dal poeta cattolico Milosz de Lubicz. Il testo di cui si parla ha per titolo An Opinion on Dreams, e apparve, la prima volta, nel Gentleman's Magazine del luglio del 1839. Dal soggetto di questo scritto, Poe sviluppò un ulteriore conferenza da lui tenuta a New York, per giungere, infine, sospinto da una medesima ispirazione, all'elaborazione di questo suo peculiare poema spirituale: un unicum nel quadro della letteratura moderna e contemporanea in lingua inglese. 
Poe era convinto di aver scritto l'opera più importante della sua vita ed intendeva proporre seriamente una teoria cosmologica su basi metafisiche e scientifiche, anche se descritta in un'opera letteraria, un "poema in prosa".
Eureka non ebbe il successo che Poe si attendeva, nonostante fin dall'inizio la critica letteraria ne abbia dato un giudizio generalmente positivo: addirittura vi è una tradizione letteraria, che risale a Paul Valéry, la quale attribuisce a Poe intuizioni relativistiche.

### Analisi
Un'attenta analisi mostra che in realtà Poe non ha anticipato la relatività, ma ha posto e trattato diverse problematiche che sono al cuore della cosmologia moderna. Il motivo alla base di questo apparente anacronismo è che Poe ha concepito un universo newtoniano non statico ma in evoluzione dinamica.
Convinto che l'universo abbia avuto origine da una condizione di unità e che a questa condizione di unità esso tenda a tornare (come si manifesta dall'universalità della gravitazione), Poe attribuisce la nascita dell'universo dalla frammentazione di una particella primitiva in un "flash" per l'azione di una forza repulsiva; una volta esauritasi l'azione di questa forza, gli atomi diffusi nello spazio hanno cominciato ad attrarsi e a formare le stelle e i sistemi stellari (Poe riprende esplicitamente e generalizza l'ipotesi della nebulosa primordiale di Laplace). L'insieme di questi sistemi stellari ("the Universe of Stars"), ciascuno dei quali ha un rango paragonabile alla Via Lattea (ovvero, in termini moderni, è una galassia), ha una distribuzione sferica di raggio grande ma non infinito, ed è destinato a causa della gravità a collassare in futuro e a tornare all'unità primordiale.
L'intuizione di Poe che l'universo ha un'origine nel passato e che è in evoluzione spiega perché diversi temi discussi da Poe si ritrovano nella moderna cosmologia scientifica, pur riproposti in un contesto relativistico: l'omogeneità dell'universo in espansione, l'atomo primordiale di Lemaître, il paradosso di Olbers, il principio antropico applicato all'età e alle dimensioni dell'universo, l'epoca di formazione delle stelle, la presenza di una forza repulsiva per generare l'universo, la possibilità di altri universi, ecc.

## Traduzioni italiane
- Eureka, traduzione di Maria Pastore Mucchi, Milano, Sonzogno, 1902.
- Eureka, traduzione di Agostino Quadrino, Roma, Theoria, 1982; poi Milano, SE, 2022.
- Eureka, traduzione di Alessandro Ceni, Bologna, Cappelli, 1983.
- Eureka, edizione critica a cura di Maria Rosa Marin, Genova, ECIG (collana editoriale 'Nuova Atlantide-La Rosa di Paracelso' ) 1989.
- Eureka. Un saggio sull'universo materiale e spirituale, traduzione di Alessandro Ceni Tozzi, Milano, Mondadori, 1993.
- Eureka. Poema in prosa, traduzione di Pietro Meneghelli, Roma, Newton Compton, 1996.
- Eureka. Poema in prosa, edizione critica a cura di Paolo Guglielmoni, Milano, Bompiani, 2001.